# Lesnice

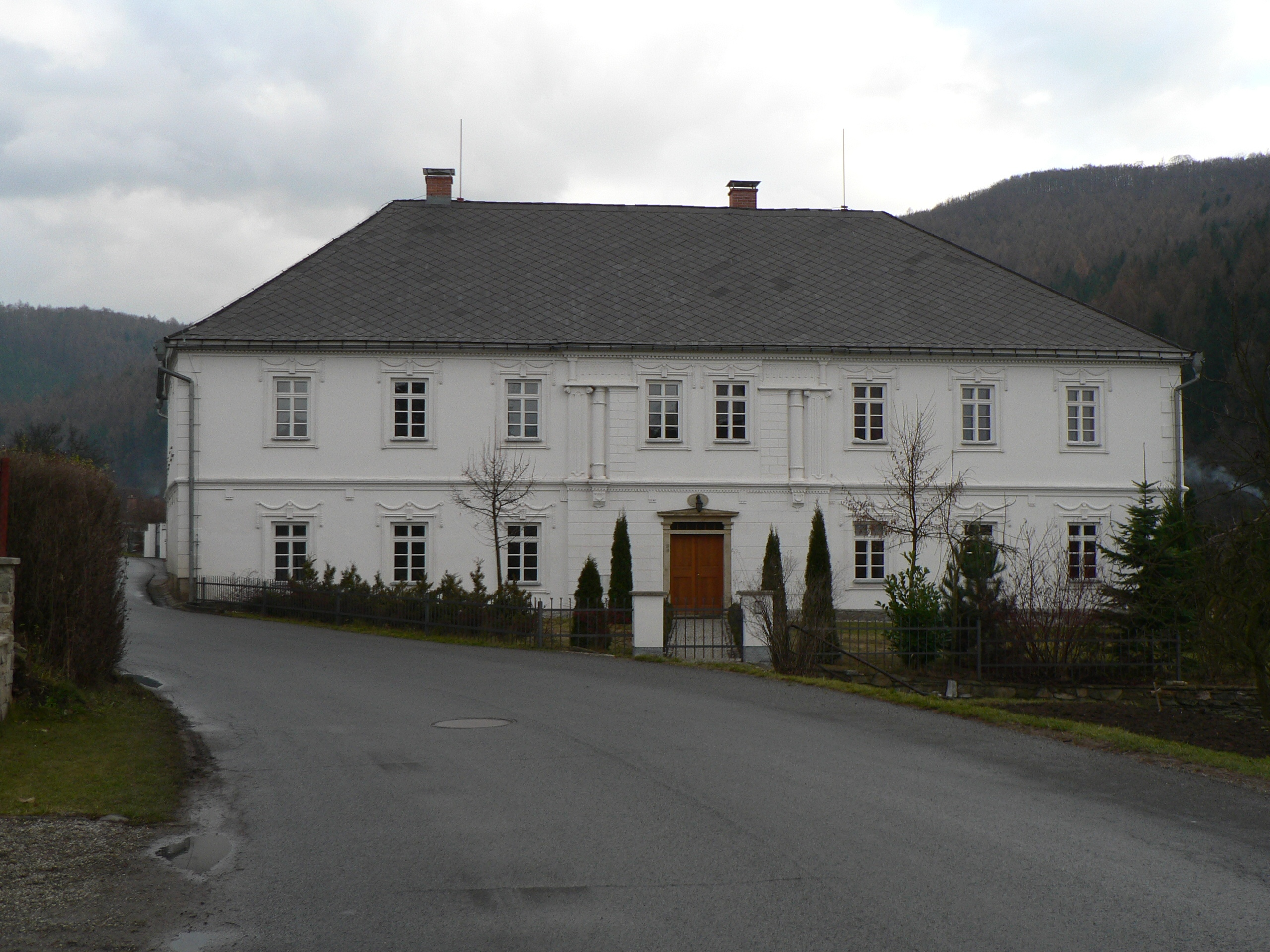
Ehemaliges Erbgericht

Lesnice (deutsch Lesnitz) ist eine Gemeinde in Tschechien. Sie liegt fünf Kilometer östlich von Zábřeh und gehört zum Okres Šumperk.

## Geographie
Lesnice befindet sich am Fuße der Úsovská vrchovina (Ausseer Hügelland) in der Müglitzer Furche (Mohelnická brázda). Das Dorf liegt linksseitig der March am Bach Loučka vor dessen Einmündung in den Kunstgraben Vitošovský náhon. Im Norden erhebt sich die Markovice (Hoher Steinberg, 475 m), südöstlich die Trlina (523 m).
Nachbarorte sind Kopanice und Kolšov im Norden, Brníčko und Dolní Brníčko im Nordosten, Strupšín im Osten, Rohle und Janoslavice im Südosten, Vitošov im Süden, Leština, Ráječek und Skalička im Südwesten, Zábřeh und Levenov im Westen sowie Nový Dvůr, Pazderna und Postřelmov im Nordwesten.

## Geschichte
Die erste urkundliche Erwähnung des Dorfes stammt aus dem Jahre 1348. Seit 1368 ist die Kirche nachweisbar. Seit dem 14. Jahrhundert bestand in Lesnice ein Hof, zu dem neben dem Dorf Lesnice auch das benachbarte Závořice gehörte. Besitzer waren zunächst verschiedene Landadelsfamilien. 1436 erwarben die Tunkl von Brníčko die Güter und vereinten sie mit Kolšov. Seit 1490 war Lesnice Teil der vereinigten Herrschaft Zábřeh. Georg d. Ä. Tunkl ließ die seit dem 14. Jahrhundert in der Marchaue bestehenden Teiche wesentlich ausbauen.
Auf den Fluren des durch das Marchhochwasser zerstörten Dorfes Závořice ließ er den Großen und Kleinen Zadworschitzer Teich (Závořické rybníky) anlegen. Wegen der für den Bau und die Unterhaltung der Teiche den Untertanen auferlegten hohen Lasten kam es 1494 zu einem Aufstand. Dabei überfielen rebellierende Untertanen Georg den Älteren Tunkl und verletzten ihn tödlich.
Während des Dreißigjährigen Krieges erlosch die Pfarre in Lesnice, sie wurde 1784 erneuert. Im Hufenregister von 1677 sind für Lesnice sieben Bauernwirtschaften und vier Häusler ausgewiesen. Zu Beginn des 19. Jahrhunderts erfolgte die Trockenlegung der Teiche und deren Nutzung als Ackerland. 1834 lebten in den 78 Häusern des Dorfes 577 Einwohner.
Nach der Aufhebung der Patrimonialherrschaften bildete Lesnice / Lesnitz ab 1850 eine Gemeinde im Bezirk Hohenstadt. 1878 gründete sich die Freiwillige Feuerwehr Lesnice. Neben bäuerlichen Wirtschaften waren in Lesnice zu dieser Zeit auch Maurer und Zimmerleute ansässig, eine Kalkbrennerei und ein kleinerer Kalkbruch wurden betrieben. Im Jahre 1900 bestand Lesnice aus 106 Häusern und hatte 805 Einwohner. Zu Beginn des 20. Jahrhunderts bestand eine genossenschaftliche Molkerei und zwei kleine Käsereien, die Olmützer Quargel produzierten. Zudem gab es ein Sägewerk, eine Mühle und eine Schleifsteinfabrik. Der Ort war eine Hochburg der Sozialdemokraten. 1930 hatte Lesnice 845 Einwohner, darunter fünf Deutsche. Nach dem Münchner Abkommen wurde Lesnitz 1938 dem Deutschen Reich zugeschlagen und gehörte bis 1945 zum Landkreis Hohenstadt. 1939 lebten in Lesnitz 843 Menschen. Nach dem Ende des Zweiten Weltkrieges verließ ein Teil der Einwohner das Dorf und übersiedelte in die Sudetengebiete. 1950 hatte Lesnice 642 Einwohner, die in 151 Häusern lebten. Im Erbgericht wurde 1952 ein Kindergarten eingerichtet. 1961 kam die Gemeinde zum Okres Šumperk. Durch ein Hochwasser der Loučka wurde Lesnice 1966 überflutet. 1969 erfolgte der Neubau der Grundschule und 1971 eines Gemeinschaftshauses. Der Kindergarten zog 1990 in den Gemeinschaftshaus um. 1991 bestand das Dorf aus 150 Wohnhäusern und hatte 529 Einwohner.

## Gemeindegliederung
Für die Gemeinde Lesnice sind keine Ortsteile ausgewiesen. Zu Lesnice gehört die Ansiedlung Kopanice.

## Sehenswürdigkeiten

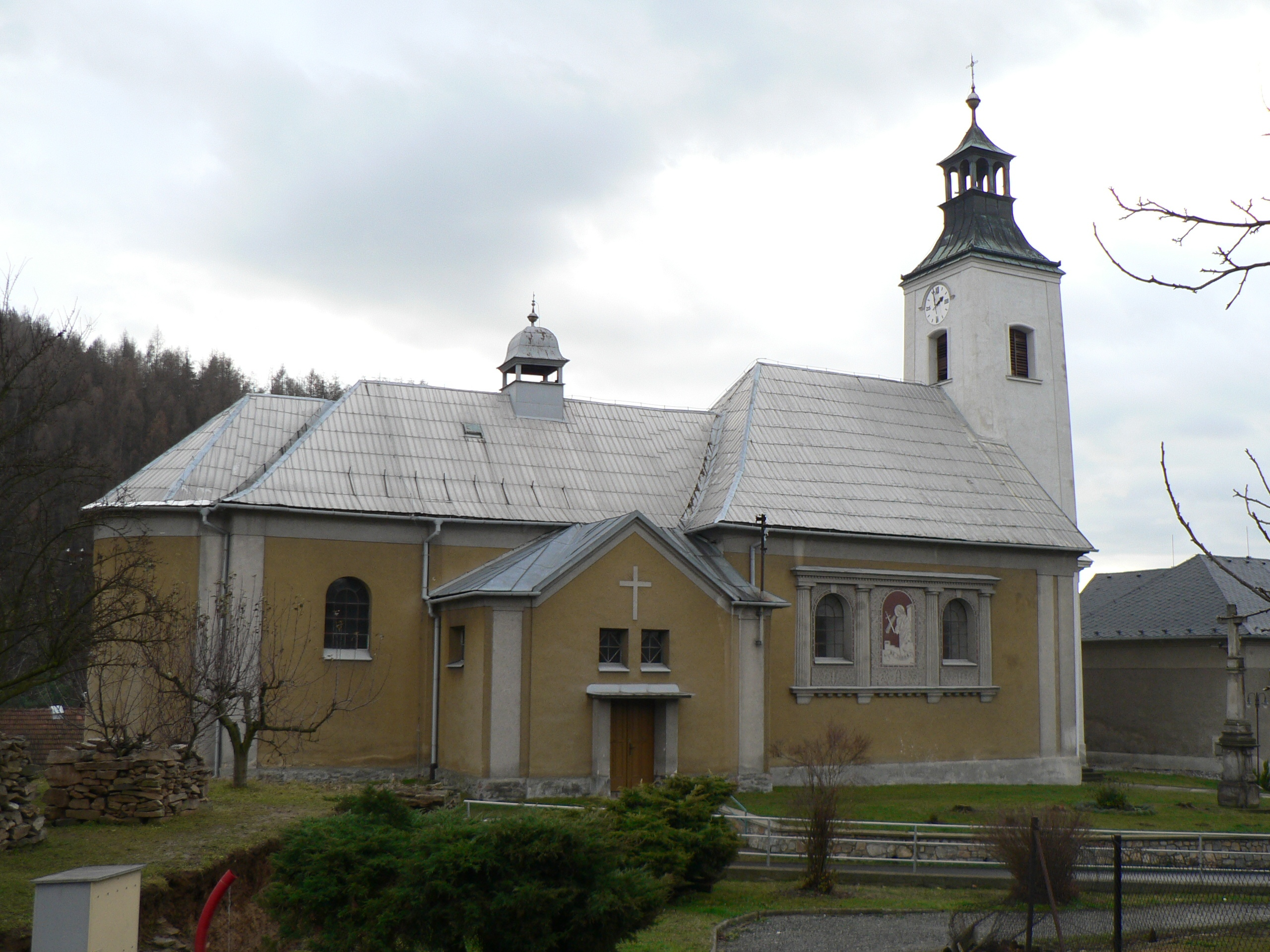
Kirche Jakobus des Älteren

- gotische Kirche Jakobus des Älteren, erbaut 1590, in den Jahren 1914–1916 wurde sie umgebaut und erweitert.
- ehemaliges Erbgericht, umgestaltet 1816–1817 im Empirestil, der Bau weist eine reich gegliederte Stuckmörtelfassade auf
- Chaluppe Nr. 70, das in Volksbauweise errichtete Anwesen entstand ebenfalls in der 1. Hälfte des 19. Jahrhunderts
- Naturschutzgebiet „Pod Trlinou“, südlich des Dorfes an der Trlina